# Тростенец (Гомельская область)
Тростенец (бел. Трасцянец) — деревня в Бывальковском сельсовете Лоевского района Гомельской области Беларуси.
На западе граничит с лесом.

## География

### Расположение
В 16 км на юго-запад от Лоева, 76 км от железнодорожной станции Речица (на линии Гомель — Калинковичи), 100 км от Гомеля.

## Транспортная сеть
Транспортные связи по просёлочной, затем автомобильной дороге Брагин — Лоев. Планировка состоит из прямолинейной улицы, близкой к меридиональной ориентации. Застройка двусторонняя, деревянная, усадебного типа.

## История
Основана в начале XX века переселенцами из соседних деревень. В 1930 году организован колхоз «Ударник», работала кузница. Во время Великой Отечественной войны оккупанты в 1943 году сожгли 53 двора, убили 12 жителей. Согласно переписи 1959 года в составе колхоза «Ленинский флаг» (центр — деревня Бывальки). Действовал клуб.

## Население

### Численность
- 1999 год — 50 хозяйств, 99 жителей.

### Динамика
- 1940 год — 60 дворов 295 жителей.
- 1959 год — 273 жителя (согласно переписи).
- 1999 год — 50 хозяйств, 99 жителей.